# مكتبة غابرييل روي

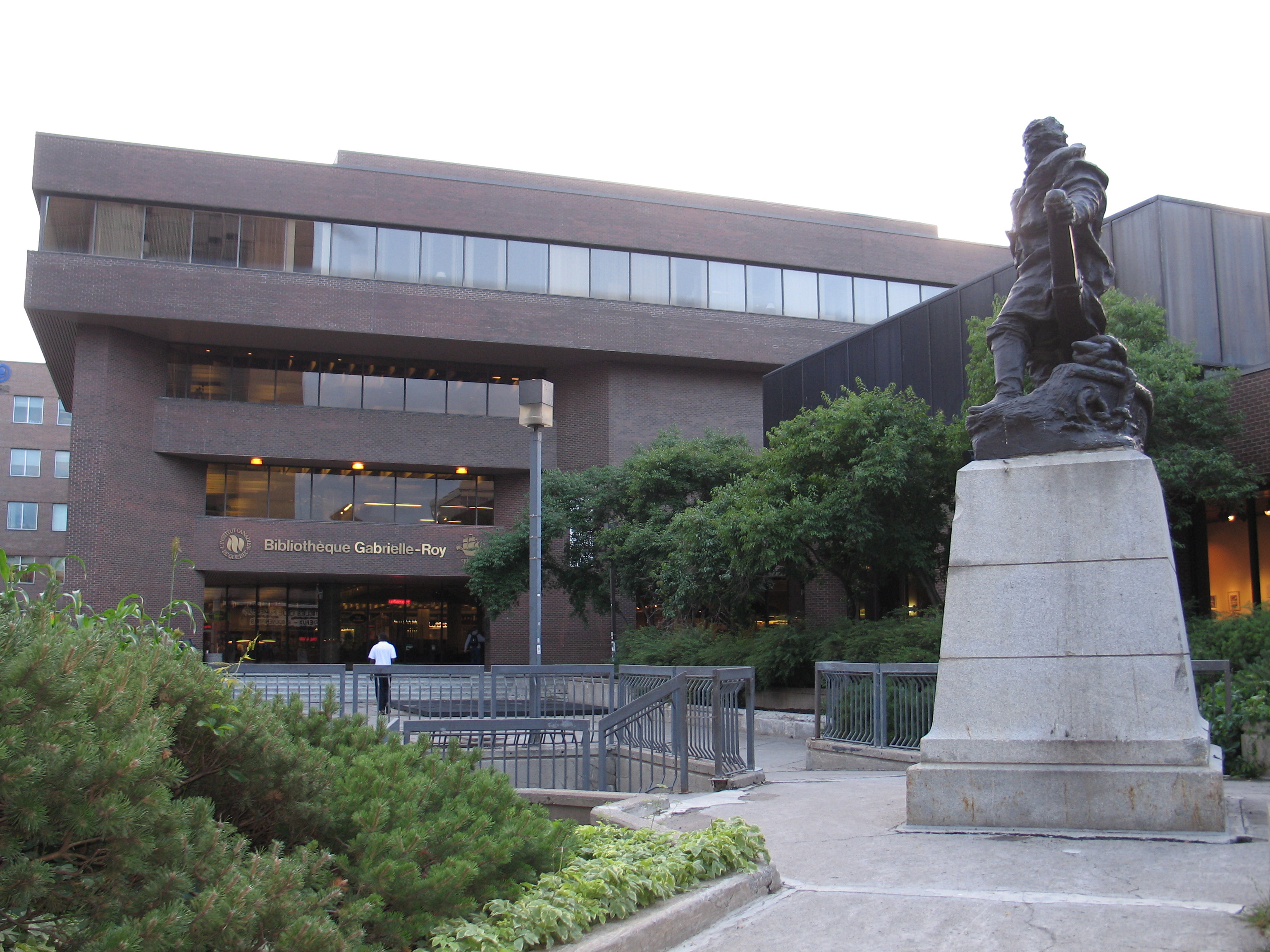
مكتبة غابرييل روي وساحة جاك كارتيي

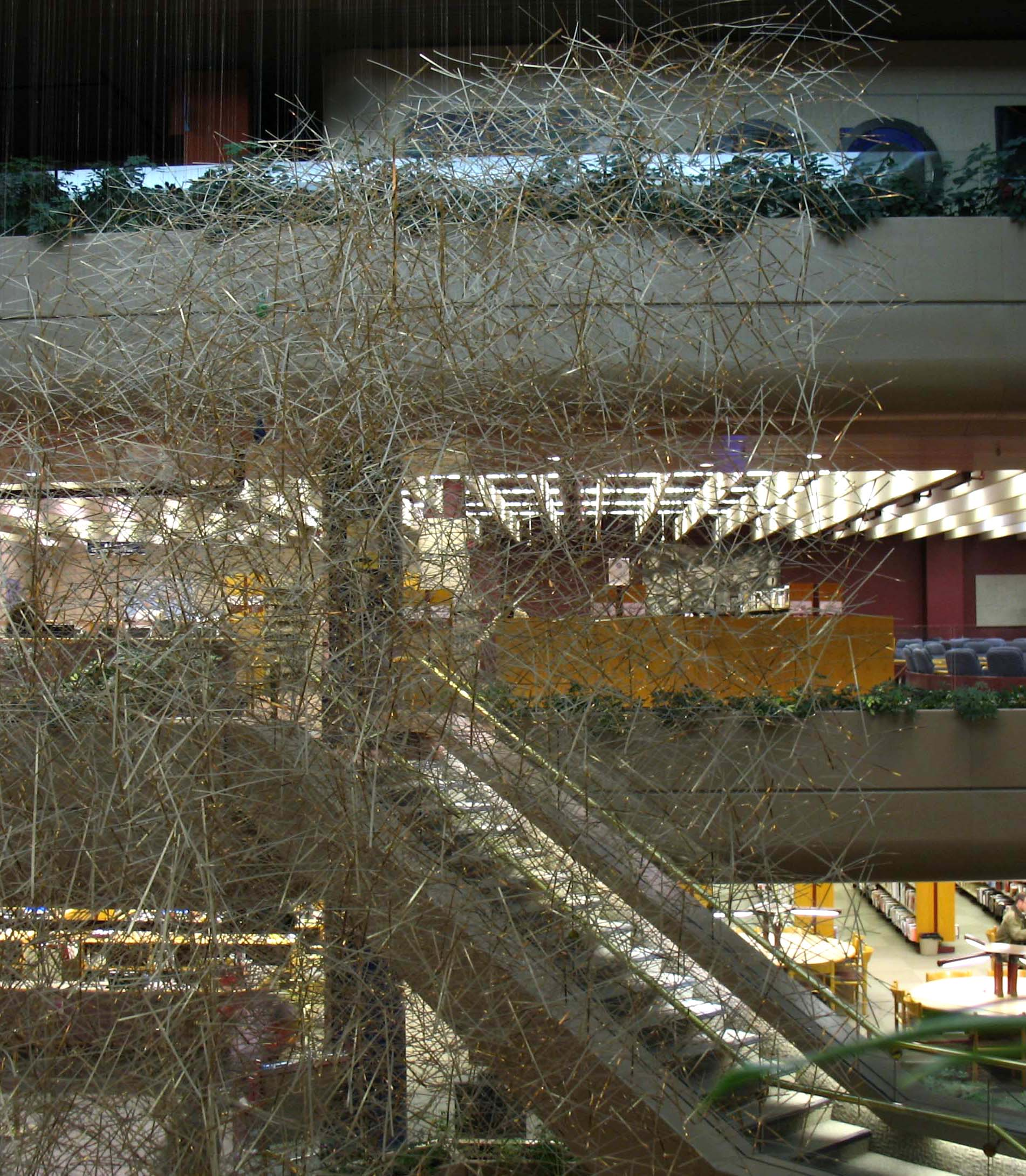
منحوتة ميشلين بوشمان 1983

موقع المكتبة في خارطة

مكتبة غابرييل روي هي إحدى المكتبات الخمسة وعشرين العمومية التي تشكل شبكة مكتبات كيبك. تقع المكتبة في حي سانت روش شارع سان جوزيف شرق في قلب مدينة كيبك في دائرة كيبك المحافظة. تحمل المكتبة اسم غابرييل روي الكاتبة الفرانكوفونية صاحبة كتاب سعادة اللحظة. تعتبر المكتبة الأهم في مدينة كيبك. بنيت المكتبة في 1983 حين كان حي سانت روش مهمشا لاعادة احيائه. تاريخ المكتبة مرتبك بالمعهد الكندي بكيبك الدي انشا أول مكتبة عمومية في كيبك في القرن 19.

## الخدمات
- إعارة الكتب وأشرطة الفيديو والأفلام الوثائقية، الأقراص المدمجة والبرمجيات التعليمية
- فهرس الإسطرلاب : كتالوج ومكتبة إلكترونية على الإنترنت
- اعارة الفن اقراض الطبعات الأصلية أو النسخ على الورق
- المعلوميات والانترنيت اللاسلكي
- المجال السمعي-البصري: الاستماع، واقراض السجلات واستئجار الأفلام
- مكان للاطفال
- خريطة المكتبة
- وثائق مرجعية
- التصوير والفاكس
- معرض للفنون ومركز للمعارض
- قاعة جوزيف لافيرن، صالة جيرار مارتن
- شبكة التذاكر Billetech

## وصلات داخلية
- مكتبات كيبك
- مدينة كيبك

## وصلات خارجية
- مكتبة غابرييل روي
- شبكة مكتبات كيبك